# Capidava
Capidava fue un importante pueblo de Dacia en la orilla derecha del río Danubio. Después de la conquista romana, se convirtió en un centro civil y militar, como parte de la provincia de Moesia Inferior (más tarde Escitia Menor), la moderna Dobruja.
Se encuentra en la localidad del mismo nombre, Capidava, en el condado de Constanta, Rumania. Capidava se representa en la forma de Calidava / Calidaua en el Segmentum VIII de la Tabla de Peutinger (siglo I al IV) en una vía romana entre Axiópolis y Carsium.  El mapa ofrece datos precisos sobre las distancias entre Axiópolis, Capidava y Carsium .